# Jochen Schultheiß
Jochen Schultheiß (* 26. Oktober 1975 in Lörrach) ist ein deutscher Altphilologe und Neulateinischer Philologe.

## Leben
Nach dem Abitur am Kant-Gymnasium Weil am Rhein 1995 studierte er von 1995 bis 2004 Klassische Philologie und Geschichte an den Universitäten Bochum, Pisa (Scuola Normale Superiore), Basel und Freiburg, wo er 2004 das 1. Staatsexamen ablegte. Von 2005 bis 2008 absolvierte er, gefördert im Rahmen des DFG-Graduiertenkollegs Generationenbewusstsein und Generationenkonflikte in Antike und Mittelalter, ein Promotionsstudium an der Otto-Friedrich-Universität Bamberg, wo er im September 2008 mit summa cum laude promoviert wurde. Gefördert durch den Deutschen Akademischen Austauschdienst, forschte er von August bis Oktober 2006 in St Andrews. Von 2008 bis 2012 war er wissenschaftlicher Mitarbeiter an der Julius-Maximilians-Universität Würzburg. Gefördert durch die Jubiläumsstiftung, hielt er sich von August bis September 2012 für einen Forschungsaufenthalt am University College London auf. Von Oktober 2012 bis März 2014 vertrat er die Assistenz Latinistik.
Nach der Habilitation im November 2015 überarbeitete er in Zusammenarbeit mit der Wissenschaftlichen Buchgesellschaft bis März 2016 Georges. Deutsch-Lateinisches Handwörterbuch. Als Fellow forschte er von August bis November 2016 am Kolleg Mittelalter und Frühe Neuzeit mit dem Thema Die Pindarische Ode in der neulateinischen Literatur. Seit 2017 ist er wissenschaftlicher Mitarbeiter im DFG-Projekt Opera Camerarii.

## Schriften
- Generationenbeziehungen in den Confessiones des Augustinus. Theologie und literarische Form in der Spätantike (= Hermes Einzelschriften. Band 104). Steiner, Stuttgart 2011, ISBN 978-3-515-09721-5 (zugleich Dissertation, Bamberg 2008).
- als Herausgeber mit Thomas Baier: Würzburger Humanismus (= NeoLatina. Band 23). Narr, Tübingen 2015, ISBN 3-8233-6898-2.